# 阿克蒂夫 (阿拉巴馬州)
阿克蒂夫（英語：Active）是一個位於美國阿拉巴馬州比伯縣的非建制地區。該地的面積和人口皆未知。

## 地理
阿克蒂夫的座標為32°52′04″N 86°58′37″E / 32.867775°N 86.976944°E，而該地最高點為海拔高度130米（即440英尺）。